# Estaing (Aveyron)
Estaing is een gemeente in het Franse departement Aveyron in de regio Occitanie en maakt deel uit van het arrondissement Rodez. De gemeente telde 507 inwoners op 1 januari 2022.
Estaing is lid van Les Plus Beaux Villages de France.

## Geschiedenis
Estaing was de hooddplaats van het gelijknamige kanton tot het op 22 maart 2015 werd opgeheven en de gemeenten werden opgenomen in het kanton Lot et Truyère.

## Cultuur
De pelgrimsroute tussen Estaing en Saint-Côme-d'Olt (17 km) (Chemin du Puy) is opgenomen in het werelderfgoed.

## Geografie
De oppervlakte van Estaing bedraagt 16,96 vierkante kilometer; Op 1 januari 2022 was de bevolkingsdichtheid 29,9 inwoners per km².

De onderstaande kaart toont de ligging van Estaing met de belangrijkste infrastructuur en aangrenzende gemeenten.

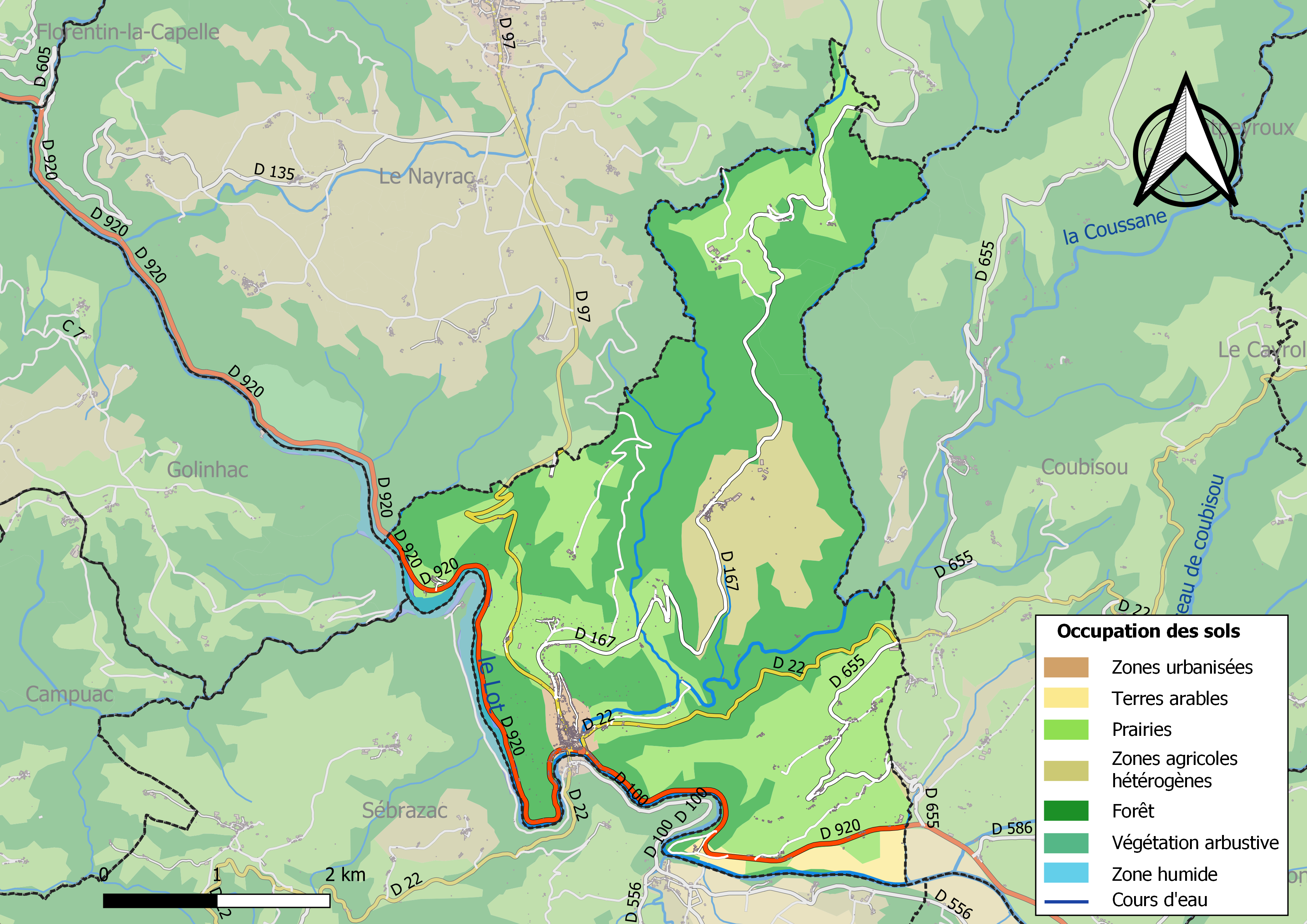

## Demografie
Onderstaande figuur toont het verloop van het inwonertal.
Vanwege een beveiligingsprobleem met de MediaWiki Graph-software is het momenteel niet mogelijk deze grafiek weer te geven. Zodra de software is bijgewerkt zal de grafiek vanzelf weer zichtbaar worden.
Bessuéjouls · Campuac · Le Cayrol · Coubisou · Entraygues-sur-Truyère · Espalion · Espeyrac · Estaing · Le Fel · Golinhac · Le Nayrac · Saint-Hippolyte · Sébrazac · Villecomtal
(Sortering op regio > departement (vet) > gemeente)